# Reichstagswahlkreis Reuß jüngerer Linie

Die Wahlkreisaufteilung des Deutschen Reichs.

Der Reichstagswahlkreis Reuß jüngere Linie für die Reichstagswahlen im Deutschen Reich und im Norddeutschen Bund von 1867 bis 1918.

## Wahlkreiszuschnitt
Er umfasste das Fürstentum Reuß jüngere Linie. Der Wahlkreis war stark industrialisiert und eine Parteihochburg der SPD.
| Jahr | Einwohner |
| ---- | --------- |
| 1890 | 119.811   |
| 1895 | 132.130   |
| 1900 | 139.210   |
| 1905 | 144.584   |
| 1910 | 152.752   |

|      | Landwirtschaft | Industrie und Gewerbe | Handel und Dienstleistungen |
| ---- | -------------- | --------------------- | --------------------------- |
| 1895 | 26,8           | 56,8                  | 16,4                        |
| 1907 | 21,5           | 59,3                  | 19,2                        |

|      | Evangelisch | Katholisch |
| ---- | ----------- | ---------- |
| 1890 | 98,5        | 1,0        |
| 1905 | 97,3        | 1,9        |
| 1910 | 96,4        | 2,3        |

## Abgeordnete
| Wahl                                 | Abgeordneter        | Partei                      | Bild |
| ------------------------------------ | ------------------- | --------------------------- | ---- |
| Reichstagswahl Februar 1867 bis 1871 | Karl Bernhard Jäger | Nationalliberale Partei     | 0    |
| Reichstagswahl 1871 bis 1874         | Karl Braun          | NLP                         |      |
| Reichstagswahl 1874 bis 1878         | Albert Traeger      | Deutsche Fortschrittspartei |      |
| Reichstagswahl 1878 bis 1881         | Karl Bernhard Jäger | Nationalliberale Partei     | 0    |
| Reichstagswahl 1881 bis 1884         | Max Hirsch          | Deutsche Fortschrittspartei |      |
| Reichstagswahl 1884 bis 1887         | Carl Hugo Rödiger   | SAP                         | 0    |
| Reichstagswahl 1887 bis 1890         | Hermann Ampach      | Freikonservative Partei     | 0    |
| Reichstagswahl 1890 bis 1907         | Emanuel Wurm        | SPD                         |      |
| Reichstagswahl 1907 bis 1912         | Max Horn            | Nationalliberale Partei     | 0    |
| Reichstagswahl 1912 bis 1918         | Emanuel Wurm        | SPD                         |      |

## Wahlen

### 1884
Bei der Reichstagswahl 1890 kandidierte Heinrich Lautenschläger für die Deutsche Freisinnige Partei. Gewählt wurde der Sozialdemokrat Carl Hugo Rödiger.

### 1890
Bei der Reichstagswahl 1890 einigten sich die Kartellparteien (NLP und Konservative) auf einen gemeinsamen Wahlkreiskandidaten.  Es fand nur ein Wahlgang (20. Februar 1890) statt. Die Zahl der abgegebenen Stimmen betrug 19.801, die Wahlbeteiligung 80,1 %. 19.757 Stimmen waren gültig.
| Kandidat     | Partei | Stimmen | in % | Anmerkungen |
| ------------ | ------ | ------- | ---- | ----------- |
| Gustav Kalb  | DF     | 4241    | 21,5 | 0           |
| Alberti      | DRP    | 5555    | 28,1 | 0           |
| Emanuel Wurm | SPD    | 9953    | 50,4 | 0           |
| Sonstige     | 0      | 6       | 0    | 0           |

### 1893
Bei der Reichstagswahl 1893 einigten sich die Kartellparteien (NLP und Konservative) mit dem Bund der Landwirte und des Deutsch Sozialen Partei auf einen gemeinsamen Wahlkreiskandidaten, den Regierungsrat Sturm.  Es fand nur ein Wahlgang (15. Juni 1893) statt. Die Zahl der abgegebenen Stimmen betrug 20.216, die Wahlbeteiligung 76,4 %. 20.191 Stimmen waren gültig.
| Kandidat       | Partei | Stimmen | in % | Anmerkungen |
| -------------- | ------ | ------- | ---- | ----------- |
| Josef Fisahn   | FVP    | 2600    | 12,9 | 0           |
| Heinrich Sturm | DRP    | 6045    | 29,9 | 0           |
| Emanuel Wurm   | SPD    | 11.539  | 57,2 | 0           |
| Sonstige       | 0      | 7       | 0    | 0           |

### 1898
Bei der Reichstagswahl 1898 einigten sich die Kartellparteien (NLP und Konservative) erneut mit dem Bund der Landwirte und des Deutsch Sozialen Partei auf einen gemeinsamen Wahlkreiskandidaten, den Ökonomierat Zersch. Dieser war NLP-Mitglied, verpflichtete sich aber, im Falle seiner Wahl sich der Fraktion der Reichspartei anzuschließen. Es fand nur ein Wahlgang (16. Juni 1898) statt. Die Zahl der abgegebenen Stimmen betrug 20.752, die Wahlbeteiligung 71,3 %. 20.729 Stimmen waren gültig.
| Kandidat      | Partei    | Stimmen | in % | Anmerkungen |
| ------------- | --------- | ------- | ---- | ----------- |
| Träger        | FVP       | 2219    | 10,7 | 0           |
| Rudolf Zersch | DRP (NLP) | 6457    | 31,2 | 0           |
| Emanuel Wurm  | SPD       | 12.044  | 58,1 | 0           |
| Sonstige      | 0         | 9       | 0    | 0           |

### 1903
Bei der Reichstagswahl 1903 einigten sich alle anderen Parteien auf ein Bündnis gegen die Sozialdemokraten. Als gemeinsamer Kandidat wurde der Freisinnige Kalb ausgewählt. Es fand nur ein Wahlgang (16. Juni 1903) statt. Die Zahl der abgegebenen Stimmen betrug 24.160, die Wahlbeteiligung 78,9 %. 24.079 Stimmen waren gültig.
| Kandidat     | Partei | Stimmen | in % | Anmerkungen |
| ------------ | ------ | ------- | ---- | ----------- |
| Gustav Kalb  | FVP    | 10.805  | 44,9 | 0           |
| Emanuel Wurm | SPD    | 13.261  | 55,1 | 0           |
| Sonstige     | 0      | 13      | 0    | 0           |

### 1907
Bei der Reichstagswahl 1907 einigten sich die Parteien des "Bülow-Blocks" auf ein Bündnis gegen die Sozialdemokraten. Als gemeinsamer Kandidat wurde der Nationalliberale Horn ausgewählt. Es fand nur ein Wahlgang (25. Januar 1907) statt. Die Zahl der abgegebenen Stimmen betrug 29.262, die Wahlbeteiligung 91,9 %. 29.157 Stimmen waren gültig.
| Kandidat           | Partei  | Stimmen | in % | Anmerkungen |
| ------------------ | ------- | ------- | ---- | ----------- |
| Max Horn           | NLP     | 15.939  | 54,7 | 0           |
| Emanuel Wurm       | SPD     | 13.157  | 45,1 | 0           |
| Matthias Erzberger | Zentrum | 56      | 0,2  | 0           |
| Sonstige           | 0       | 5       | 0    | 0           |

### 1912
Bei der Reichstagswahl 1912 erneuerte sich das Bündnis der Parteien des "Bülow-Blocks", die erneut Horn unterstützten. Es fand nur ein Wahlgang (12. Januar 1912) statt. Die Zahl der abgegebenen Stimmen betrug 31.572, die Wahlbeteiligung 92,3 %. 31.396 Stimmen waren gültig.
| Kandidat     | Partei | Stimmen | in % | Anmerkungen |
| ------------ | ------ | ------- | ---- | ----------- |
| Max Horn     | NLP    | 14.374  | 45,8 | 0           |
| Emanuel Wurm | SPD    | 17.009  | 54,2 | 0           |
| Sonstige     | 0      | 12      | 0    | 0           |